# زنابير هراوية
زنابير هراوية أو هراويات أو فصيلة روبالوسوماتيدي (الاسم العلمي: Rhopalosomatidae)، هي فصيلة دبابير من غشائيات الأجنحة تحتوي على حوالي 68 نوعًا موجودًا (حي) ضمن أربعة أجناس موجودة (حية) في جميع أنحاء العالم. أما الأجناس الأحفورية المعروف منها ثلاثة.

## التصنيف
لدى الفصيلة أربعة أجناس موجودة وثلاثة أجناس منقرضة
- †Eorhopalosoma Engel, 2008
- Liosphex Townes, 1977
- †Mesorhopalosoma Darling, 1990
- Olixon Cameron, 1887
- †Paleorhopalosoma Nel, Azar & Hervet, 2010
- Paniscomima Enderlein, 1904
- ذو الجسم الهراوي Cresson, 1865

## روابط خارجية
- Rhopalosomatidae of the world
- images
- images